# Alatskivi (plaats)
Alatskivi (Duits: Allatzkiwwi) is een plaats in de Estlandse gemeente Peipsiääre, provincie Tartumaa. De plaats heeft 377 inwoners (2021) en heeft de status van groter dorp of ‘vlek’ (Estisch: alevik).
Tot in 2017 was Alatskivi de hoofdplaats van de gemeente Alatskivi. In 2017 werd die gemeente bij de gemeente Peipsiääre gevoegd. Sindsdien is Alatskivi de hoofdplaats van Peipsiääre.
Ten noorden van het Kasteel Alatskivi ligt een meer, het Alatskivi järv. Door het meer stroomt de rivier Alatskivi jõgi, die tussen Pusi en Rootsiküla in het Peipusmeer uitmondt.

## Geschiedenis
In 1582 werd voor het eerst een molen met de naam Alaminski genoemd op de plaats waar nu Alatskivi ligt. Toen moet er al een landgoed Alatskivi geweest zijn, dat was afgesplitst van het landgoed van Kastre. In 1627 is sprake van een dorp op het landgoed, dat na 1638 nergens meer wordt genoemd. In de jaren twintig van de 20e eeuw is er weer sprake van een dorp Alatskivi. In 1977 krijgt het de status van vlek (alevik).
Het landgoed behoorde toe aan bekende Baltisch-Duitse families als Wrangel, Stackelberg en vanaf 1870 de familie Nolcken. Onder de Nolckens is in de jaren 1880-1885 het Kasteel Alatskivi gebouwd. Baron Arved von Nolcken (1845–1909) trad zelf als architect op en liet zich inspireren door Balmoral Castle. Het kasteel is open voor het publiek.
Naast het kasteel zijn ook enkele bijgebouwen bewaard gebleven, zoals de stallen, de kaasmakerij, de droogschuur en de smidse.
De kerk van Alatskivi is gebouwd onder supervisie van de familie Stackelberg in de jaren 1777-1782. In 1812 vond een verbouwing plaats en in 1866 werd de kerk uitgebreid. De toren dateert van 1890.
Bij de kerk ligt een kerkhof. Bij de ingang staat een monument voor de Estische Onafhankelijkheidsoorlog. Het was gebouwd in 1928, weggehaald tijdens de Sovjetbezetting en opnieuw opgebouwd in 1990. Het standbeeld kwam terug in 1991.

## Geboren in Alatskivi
- Jakob Liiv (1859-1938), schrijver
- Juhan Liiv (1864-1913), dichter

## Foto's

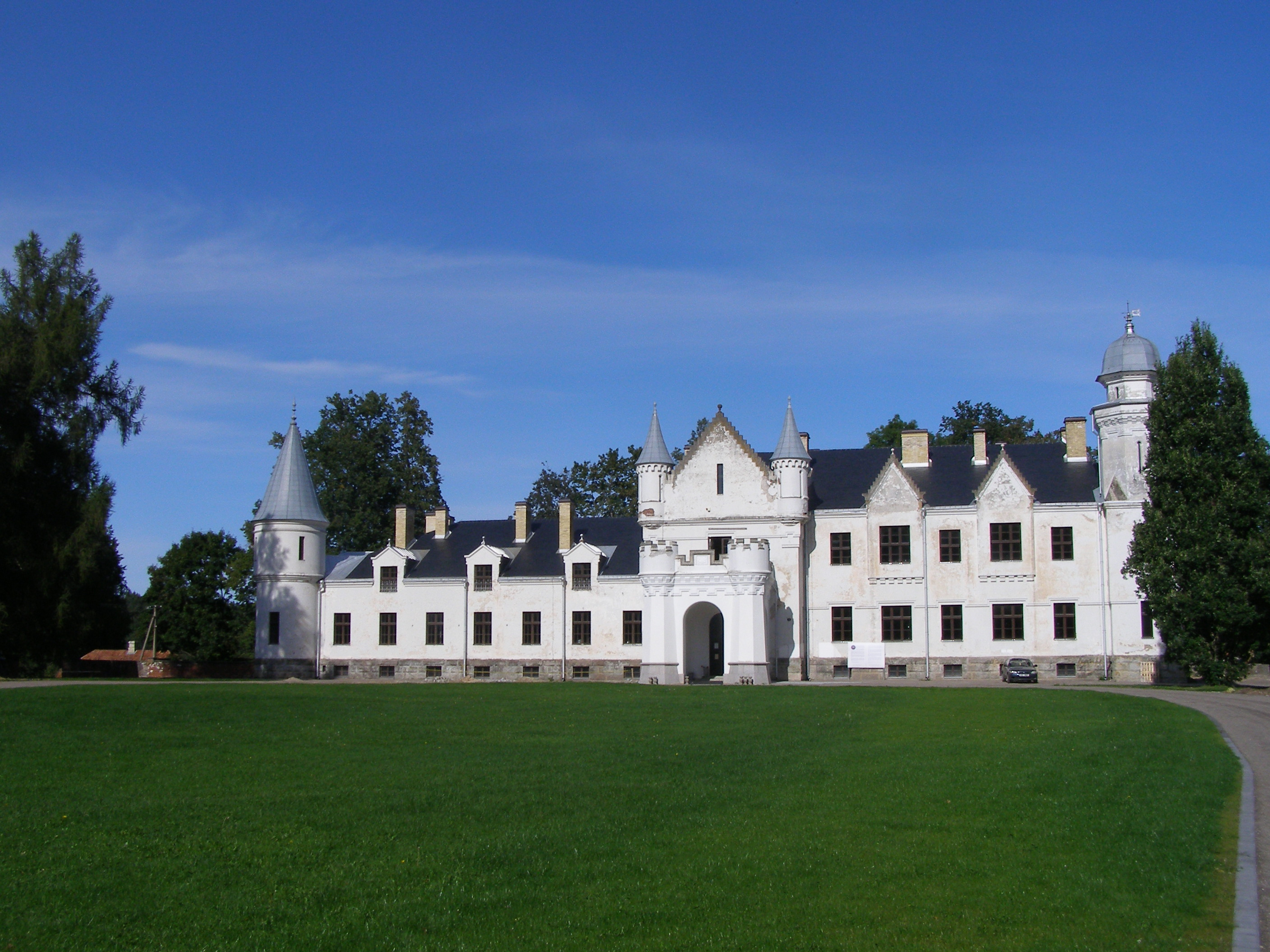
Kasteel Alatskivi
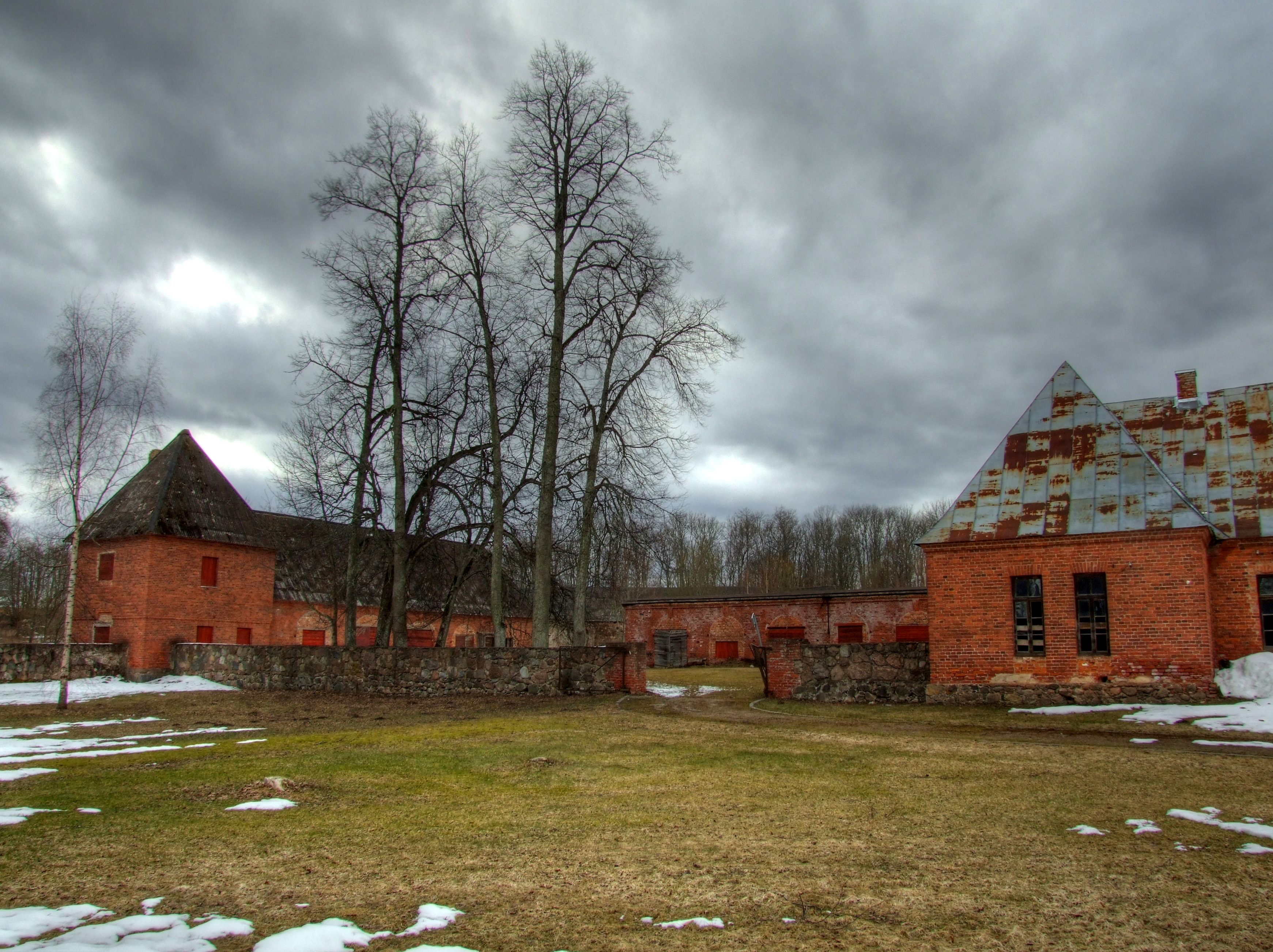
De stallen
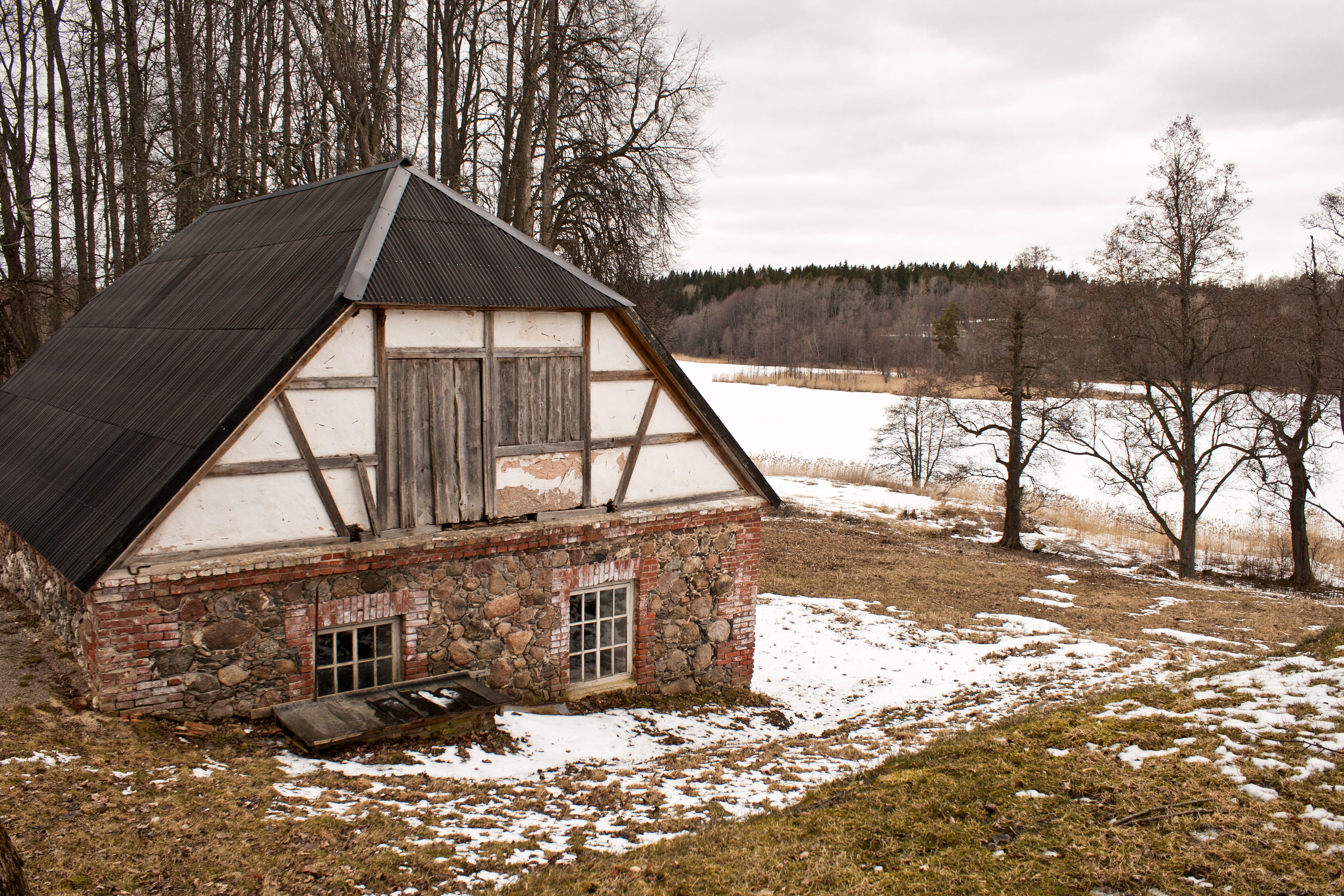
De kaasmakerij
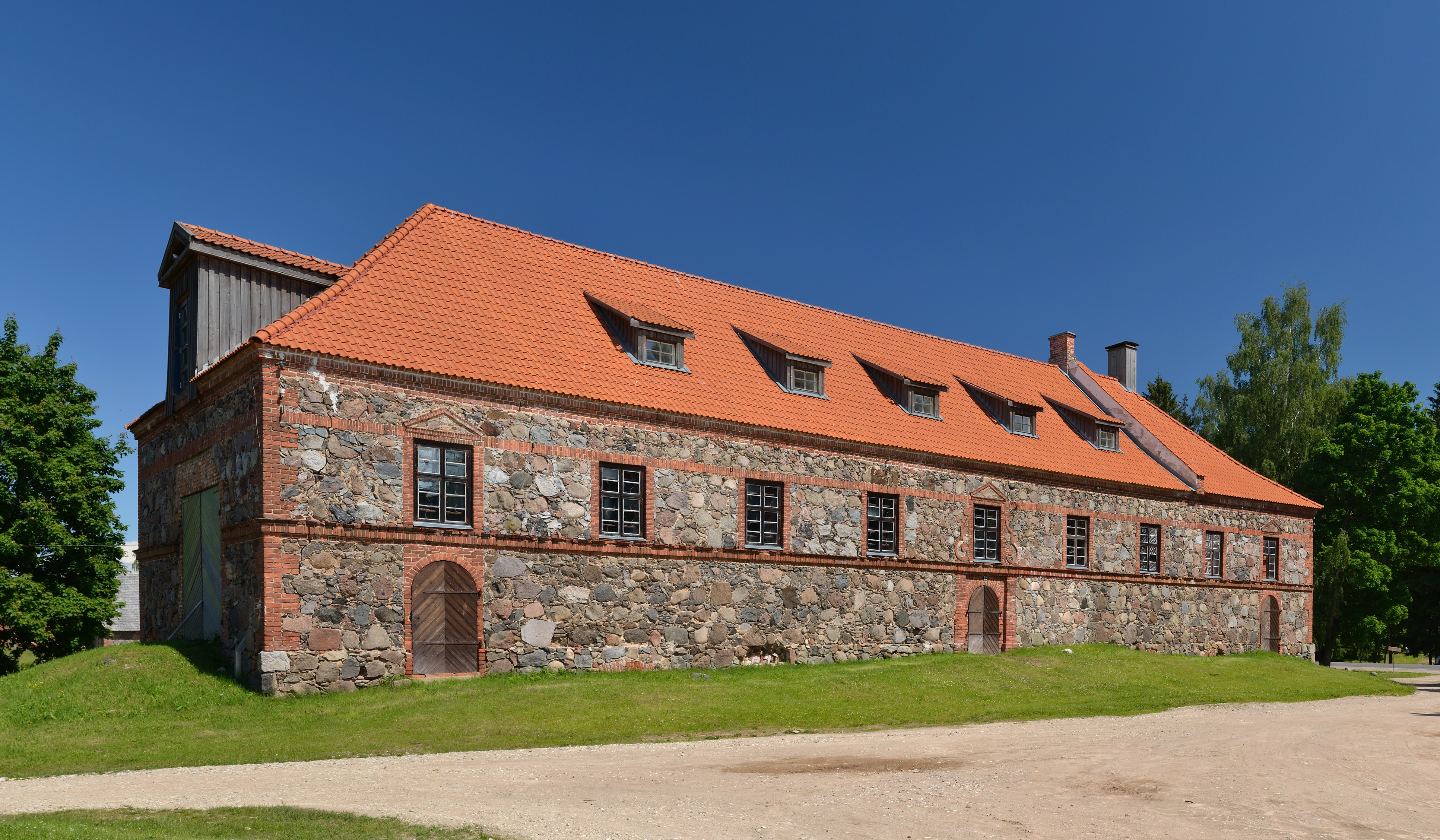
De droogschuur
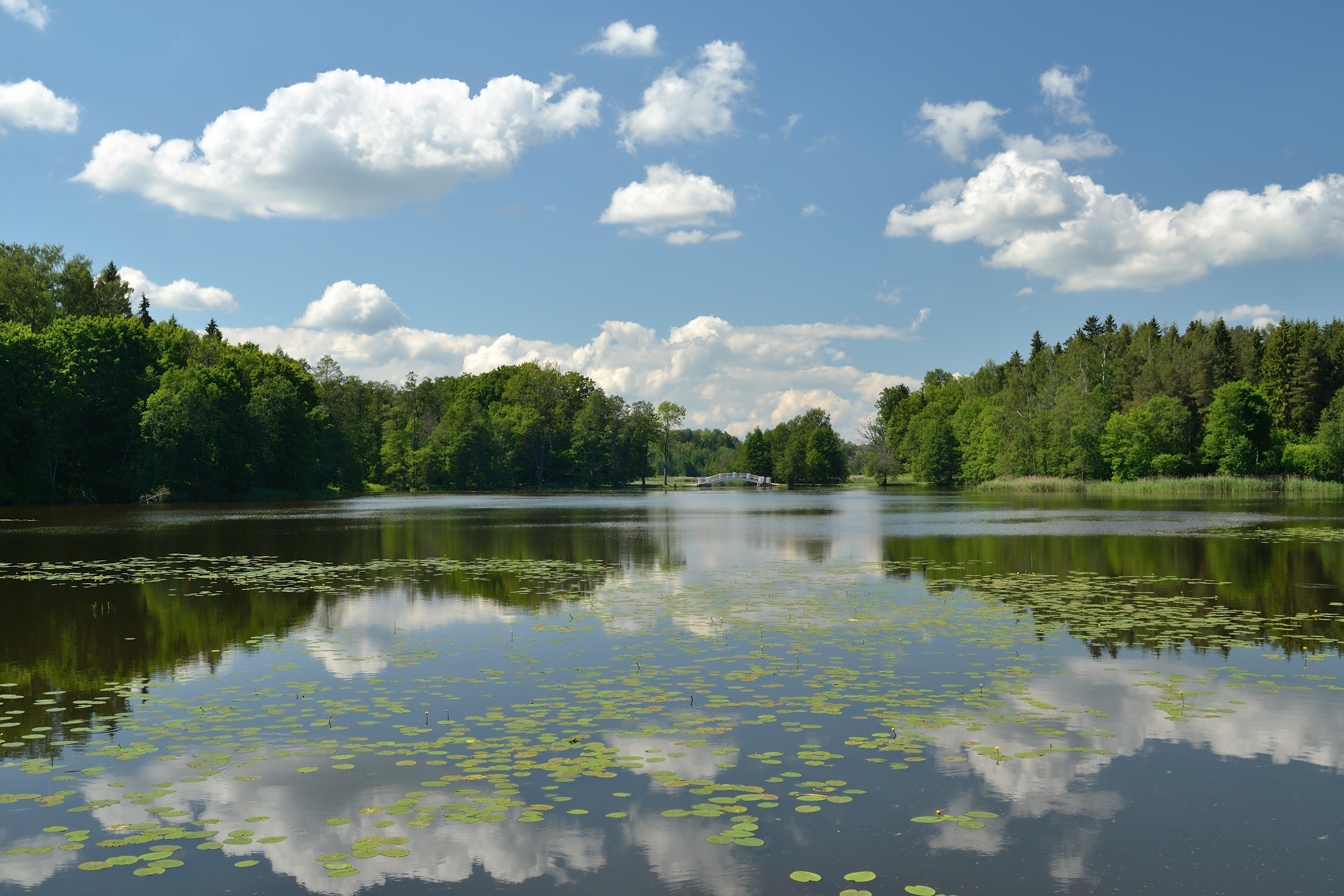
Alatskivi järv
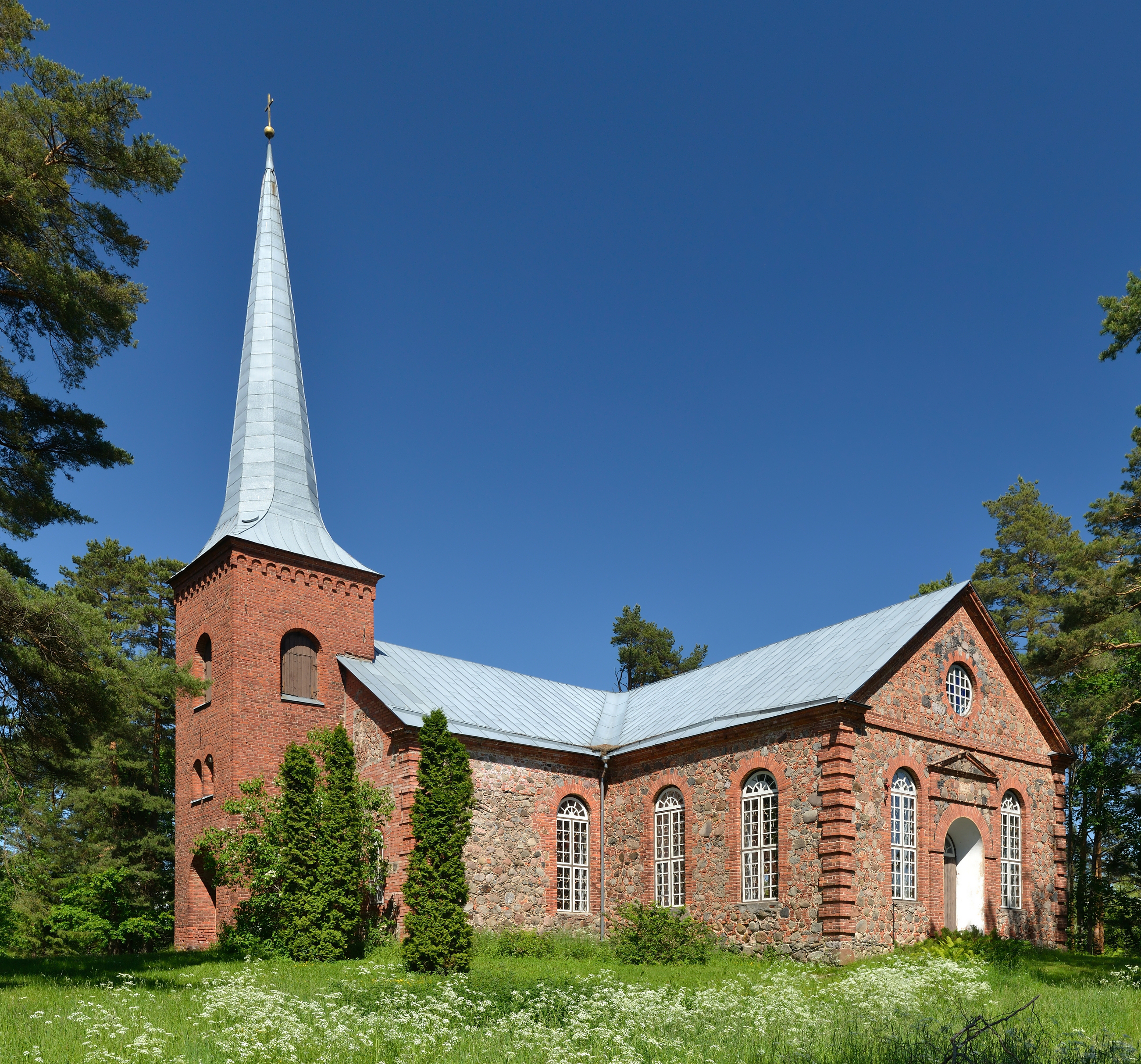
Kerk van Alatskivi
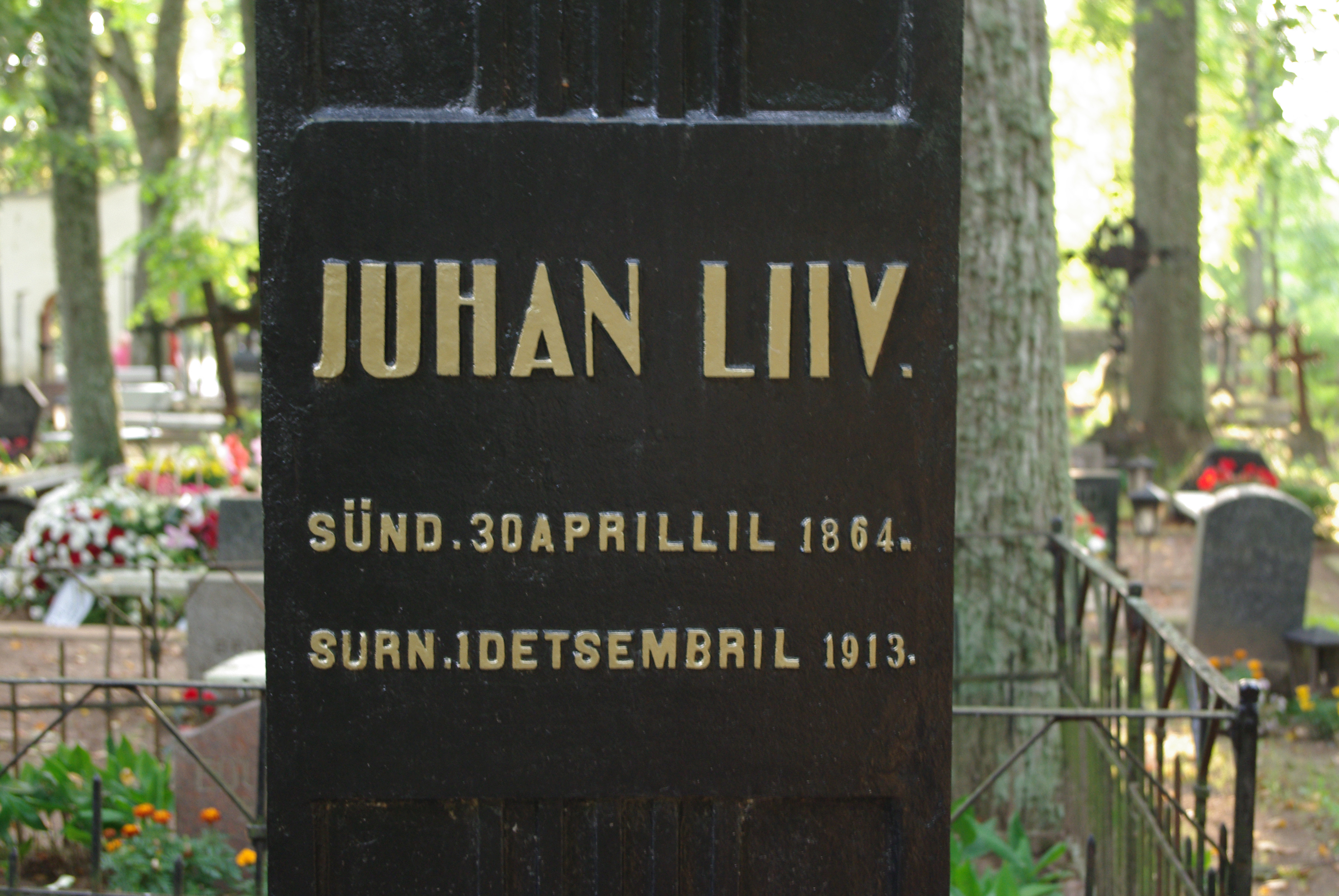
Graf van Juhan Liiv op het kerkhof van Alatskivi
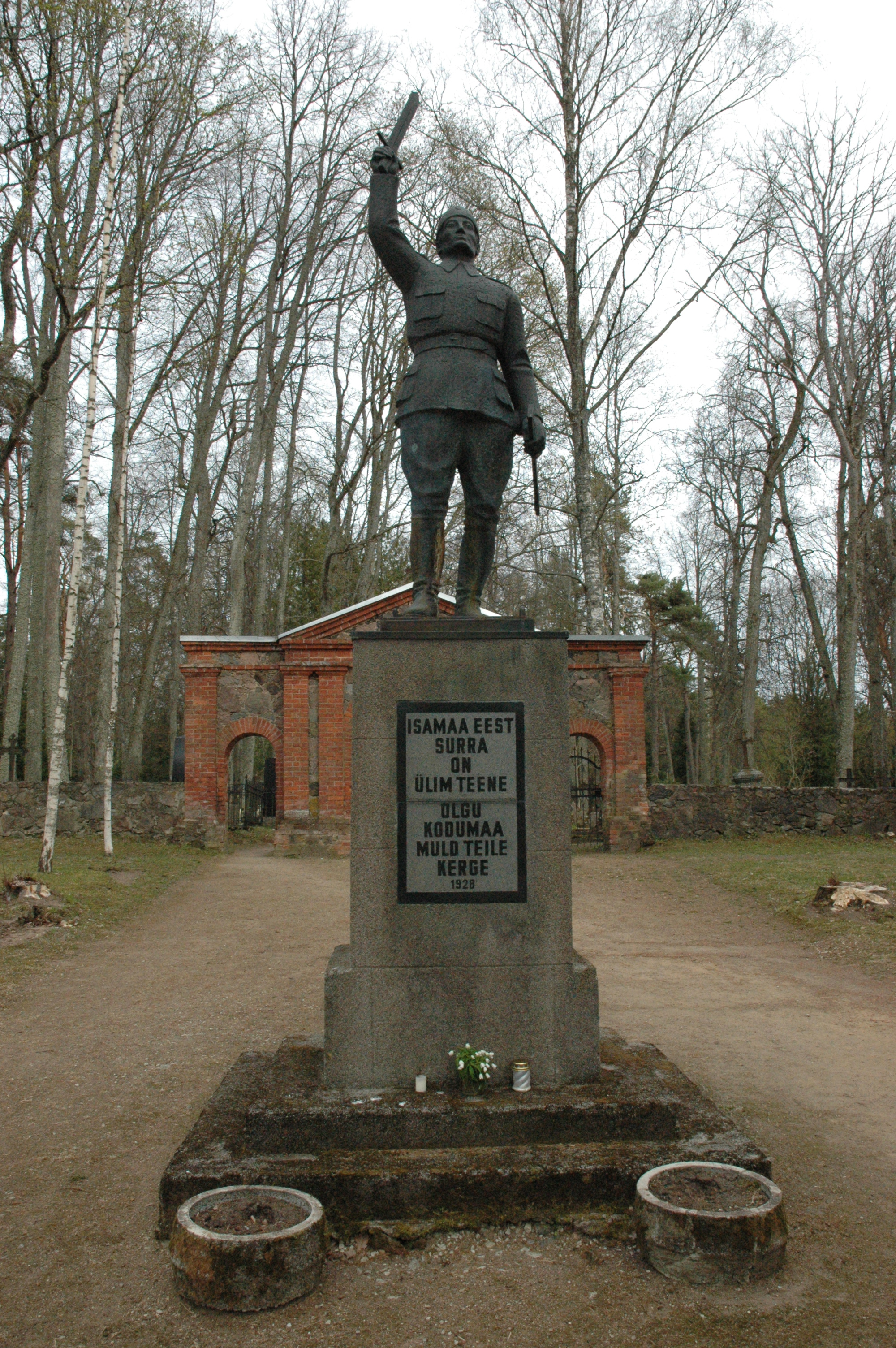
Monument voor de onafhankelijkheidsoorlog